# ألف ليلة وليلة (مسلسل 1986)
ألف ليلة وليلة: وردشان وماندو، هو مسلسل تلفزيوني مصري بطولة شريهان وعمر الحريري ومحمد العربي، من إنتاج التلفزيون المصري عام 1986.
تنقسم الحلقات إلى قسمين، الأول خاص بألف ليلة وليلة وقصة وردشان وماندو، والثانية قسم الفزورة وفيه تقدم شريهان استعراض حول الأمثال.

## قصة المسلسل
يحكي المسلسل حكاية (السلطان كهلان) الذي يحكم بلاد السنديان، والذي أنعم الله عليه بكل النعم عدا الإنجاب، لكن إيمانه جعله يرضى بقضاء الله، كذلك زوجته (قمر الزمان)، إلا أن (الوزير شعلان) يحرض السلطان على زواجه من ابنته (ياسمين) من أجل إنجاب ولي العهد، حينذاك تظهر امرأة عجوز وتحذره من الوزير وتعطيه تفاحة وتخبره برزقه مولود إن أكل منها هو والسلطانة ثم تنصرف، بينما يحذره الوزير من تناولها، فيقسم السلطان التفاحة، ويطلب إحضار أحد السجناء وبالفعل يحضر (الشيخ صابر) ويتناول نصف التفاحة ويتأكد السلطان بخلوها من السم، فيطلق سراحه ويقتسم هو وزوجته نصف التفاحة، وبالفعل تحمل السلطانة، وتخبرهما العجوز إن السلطانة إن أنجبت بنت ستلد زوجة الشيخ صابر ولد والعكس، حينها يطلب الوزير قتل الشيخ صابر لكن السلطان يرفض ويأمر بدعوته وزوجته ضيوفا لديه، الأمر الذي يجعل الوزير يتفق مع الداية على إنهاء تلك النبوءة بالتخلص من المولود، وبالفعل تتفق الداية مع (الزبال تمبال) على استبدال الوليد الميت الذي وجده بالقمامة بذلك الحي ثم تطلب منه قتله، فيوافقها تمبال لكن القدر يحن قلب تمبال وزوجته على المولود الذي يسمياه (ماندو) ويربياه مع ابنهما (شاندو) ووليدهما (هندو)، يكبر مندو ويصير صبي ويعمل في مهنة والده لكن حبه للخيول يجعله يتعين سائساً بقصر السلطان، يمر الزمان ويصبح (ماندو) فارس ويلتقي صدفة بالأميرة (وردشان) ويتسابقا بالخيول ويمتلك الحب قلبيهما، في الوقت الذي يرغب فيه الوزير زواج ابنه (قرمان) من (الأميرة وردشان) ومن ثم قتل السلطان الذي يصرح في ذلك الوقت بزواج ابنته ممن يحضر ثلاث تفاحات ذهبية ويقدمهن للأميرة، في ذلك الوقت تثمر شجرة قديمة بمنزل تمبال تفاحاً ذهبياً، ويأخذ (شاندو) التفاحات إلى الأميرة كي يتزوج بها لكن تقابله العجوز وتحدث بينهما مفارقة، وعند تقديم (شاندو) للتفاحات الذهبية إلى السلطان تتحول إلى حجارة ويسجن، وفي العام التالي تنبت نفس الشجرة ثلاث تفاحات أخرى يأخذهم (هندو) ويفعل كما فعل (شاندو) ويلقى نفس المصير، وفي العام التالي يفعل ذلك (ماندو) لكن التفاح لم يتحول حينها إلى حجارة، وعندما يعلم السلطان أنه ابن الزبال يتراجع ويطلب عنقود عنب لولي، وهنا تدله العجوز على مكان عناقيد العنب اللولي لكنها تحذره من قطف عنقودين، وينجح في مهمته وعندما يعود للقصر يدس له الوزير إحدى جواهر الأميرة ويتهمه بالسرقة، وعندها تساعده الأميرة على الهرب، فتسجن في قصر الأحزان، ويتعرف (ماندو) على اثنان من كوكب الحكمة يصطحباه معهما إلى كوكبهما، لكنه يقرر العودة وكشف حقيقة الوزير للسلطان وطلب يد الأميرة.

## طاقم التمثيل
- شريهان: (الأميرة وردشان)
- محمد العربي: (ماندو)
- عمر الحريري: (السلطان كهلان)
- زوزو نبيل: (صوت شهرزاد)
- مديحة حمدي: (السلطانة قمر الزمان)
- عبد الرحمن أبو زهرة: (شهلان)
- جمال إسماعيل: (تمبال)
- ميرفت سعيد: (جوهرة)
- ليلى يسري: (زمارة)
- نادية رفيق: (مرزوقة)
- عدوي غيث: (صابر)
- فاروق يوسف: (حبهان)
- مقبولة علم الدين: (ريحانة)
- صافيناز الجندي: (حرباية)
- عاطف طنطاوي: (مرجان)
- محمد عبد الجواد: (شاندو)
- نادر نور الدين: (هندو)
- هشام شلبي: (الطفل قرمان)
- حسام عادل: (الطفل ماندو)
- سلوى بدر: (وردشان - طفلة)
- عادل المهيلمي: (ضيف شرف)
- عبد الرحيم الزرقاني: (شهريار - صوت)
- أحلام الجريتلي
- مصطفى الخضري
- جلال رجب
- فكري طه
- عبد الله إسماعيل
- محمود عبد الغفار
- صبري الهواري
- نصر سيف
- حمدي سالم
- فكري صادق
- فاروق رمضان
- محمد لطفي
- أحمد الطاهر
- عماد فهمي
- مهدي عباس
- مصطفى عبد الله

## فريق العمل
- إخراج: فهمي عبد الحميد
- إخراج الرسوم المتحركة: شويكار خليفة
- تأليف المسلسل: طاهر أبو فاشا
- تأليف الفوازير: عبد السلام أمين
- إنتاج: التلفزيون المصري
- غناء المقدمة والنهاية: شريهان
- لحن المقدمة والنهاية: سيد مكاوي
- موسيقى المقدمة والنهاية: سمير حبيب
- مديرو التصوير: سيد بخاتي، تيمور بكير
- مصمم الاستعراضات: حسن عفيفي
- مونتاج سينمائي: جمال عبد الحميد
- إعداد موسيقي: معالي الحفناوي

## وصلات خارجية
- صفحة المسلسل في قاعدة بيانات الأفلام العربية